# ジュンブロッサム
ジュンブロッサム（欧字名:Jun Blossom、2019年4月15日 - ）は、日本の競走馬。2024年の富士ステークスの勝ち馬である。
馬名の意味は、冠名＋花。開花する様に。

## 経歴

### 2歳（2021年）
2021年10月23日、東京競馬場第5レースの2歳新馬戦（芝2000m）に、武豊を鞍上に迎えデビュー。道中は前目3番手に位置付け、内から追走して行く。しかし、直線で脚を伸ばしたが、伸びきれず2着。続く2歳未勝利戦では、前から3〜4番手を追走。直線では逃げるユイノゴトクを追い、驚異的な末脚を発揮。ゴール前で交わし2歳コースレコードタイムで初勝利を挙げた。

### 3歳（2022年）
3歳初戦として初の重賞挑戦となる共同通信杯を選択。道中は前団に付けながら前を追っていく。直線では脚を伸ばすが、内によれる場面もあり伸びきれず4着となった。次走のアルメリア賞では、最内から馬群を追走。最後は進路が阻まれ伸びきれず2着。その後陣営は、アーリントンカップへ参戦を表明。レースはスタートで出遅れてしまい最後方から追走する形に。直線で大外から追い込んで行ったが、先頭には届かず4着。その後、1勝クラスでは後方から追い上げる違った作戦に出たが、先頭には届かず4着。
休養を経て出雲崎特別（1勝クラス）へ。単勝オッズは1.7倍の1番人気と断トツの人気だった。道中は中団に控え脚を溜め、1000m58秒9のペースで追走していく。残り400mで鞍上の鞭に反応し、先頭のケイアイセナを交わしまたもレコードタイムで2勝目を挙げた。また休養した後、陣営は神戸新聞杯を選択した。レースでは前団から中団に位置し、4コーナーでは先頭に並びかけて行ったが、直線では後続馬に交わされ4着。その後は、オリエンタル賞では後方から追い上げたが及ばず2着。フォーチュンCでは伸びきれず4着となった。

### 4歳（2023年）
4歳シーズンは須磨特別から始動。道中は馬群が一団となる中、後方2番手に位置付ける。直線では大外から差し迫ったが、デビットバローズに逃げ切られ2着。2戦目の館山特別は、初の不良馬場でのレースとなった。中団に控えて馬群を進み、3〜4コーナー中間から動いて行ったが、直線で進んで行けず6着。春は休養し、夏初戦は豊栄特別から。スタートは後方寄りの位置から飛び出す。直線は馬群内を切り裂き、迫って行くが外からミシシッピテソーロに抜け出され2着。五頭連峰特別では、あまり良いスタートを切れず後方から。道中で中団に上げていき、直線で前を追うが届かず2着。2勝クラスで苦しむ結果となった。
そして、迎えた2勝クラス・MロードカナロアC。単勝オッズは圧倒的な1.3倍の1番人気だった。道中は中団の位置に付け、先頭を追っていく。馬群の外側に付けた4コーナーから直線に入っていき、更に加速。ゴール寸前でトゥードジボンを差し切り3勝目を挙げ、冬は休養に入った。

### 5歳（2024年）
5歳緒戦は3勝クラス・石清水S。レースは馬群の中団に控える形で進める。直線では馬群内から脚を伸ばすが、伸びきれず5着。春を休養し、次走の水無月Sでは、中団で構える形で進める。直線で外に進路を変え、残り300mで鞍上の鞭に反応。一気に末脚で先頭に立つと、ウインスノーライトに3馬身差を付け勝利。オープン入りを決めた。次走は関屋記念を選択。3.7倍の1番人気でのレースとなった。良いスタートは決めれず、後方2番手から進める。残り600mから加速し、先頭に迫るが差せず3着となった。
陣営が次走に選択したのは富士ステークス。道中は中団で脚を溜めつつ馬群を追走。直線では残り400mから動かして行き、鞍上の鞭に反応し更に加速。先に抜き出たソウルラッシュとロジリオンを差し切った。悲願の重賞初制覇となった。またこれが、ワールドエース産駒としてもJRA重賞初制覇となった。次走は優先出走権を獲得したマイルチャンピオンシップへ参戦。スタートは出遅れ後方に位置付ける。4コーナーから鞍上が動かし、直線では伸び脚を見せたものの、出遅れが響き10着に敗れた。

## 競走成績
以下の内容は、netkeiba.comおよびJBISサーチの情報に基づく。
| 競走日     | 競馬場 | 競走名           | 格   | 距離（馬場）  | 頭 数 | 枠 番 | 馬 番 | オッズ （人気） | 着順 | タイム （上り3F） | 着差 | 騎手        | 斤量 [kg] | 1着馬（2着馬）         | 馬体重 [kg] |
| ---------- | ------ | ---------------- | ---- | ------------- | ----- | ----- | ----- | --------------- | ---- | ----------------- | ---- | ----------- | --------- | ---------------------- | ----------- |
| 2021.10.23 | 東京   | 2歳新馬          |      | 芝2000m（良） | 16    | 4     | 7     | 003.90（2人）   | 02着 | R2:03.4（34.5）   | -0.2 | 0武豊       | 55        | デリカテス             | 458         |
| 0000.11.20 | 東京   | 2歳未勝利        |      | 芝2000m（良） | 14    | 7     | 12    | 004.40（2人）   | 01着 | R1:59.2（34.4）   | -0.1 | 0武豊       | 55        | （ローシャムパーク）   | 456         |
| 2022.02.13 | 東京   | 共同通信杯       | GIII | 芝1800m（稍） | 11    | 7     | 9     | 020.20（6人）   | 04着 | R1:48.5（34.5）   | -0.6 | 0武豊       | 56        | ダノンベルーガ         | 474         |
| 0000.03.06 | 阪神   | アルメリア賞     | 1勝  | 芝1800m（良） | 7     | 1     | 1     | 001.40（1人）   | 02着 | R1:46.4（34.7）   | -0.1 | 0吉田隼人   | 56        | ピースオブエイト       | 472         |
| 0000.04.16 | 阪神   | アーリントンC    | GIII | 芝1600m（良） | 18    | 6     | 12    | 005.30（2人）   | 04着 | R1:32.9（33.3）   | -0.2 | 0吉田隼人   | 56        | ダノンスコーピオン     | 466         |
| 0000.05.07 | 中京   | 3歳1勝クラス     |      | 芝1600m（良） | 9     | 8     | 9     | 001.70（1人）   | 04着 | R1:34.2（32.6）   | -0.2 | 0福永祐一   | 56        | タガノフィナーレ       | 466         |
| 0000.07.31 | 新潟   | 出雲崎特別       | 1勝  | 芝1800m（良） | 17    | 8     | 16    | 001.70（1人）   | 01着 | R1:44.1（33.2）   | -0.2 | 0川田将雅   | 54        | （ケイアイセナ）       | 460         |
| 0000.09.25 | 中京   | 神戸新聞杯       | GII  | 芝2200m（良） | 17    | 6     | 12    | 011.10（6人）   | 04着 | R2:11.8（35.1）   | -0.7 | 0坂井瑠星   | 56        | ジャスティンパレス     | 466         |
| 0000.11.27 | 東京   | オリエンタル賞   | 2勝  | 芝2000m（良） | 14    | 5     | 8     | 001.60（1人）   | 02着 | R1:59.0（33.1）   | -0.1 | 0C.デムーロ | 55        | スパイダーゴールド     | 466         |
| 0000.12.28 | 阪神   | フォーチュンC    | 2勝  | 芝2000m（良） | 14    | 7     | 11    | 001.50（1人）   | 04着 | R1:59.9（35.2）   | -0.2 | 0川田将雅   | 56        | ブルーロワイヤル       | 474         |
| 2023.02.11 | 阪神   | 須磨特別         | 2勝  | 芝1800m（良） | 10    | 7     | 8     | 002.40（1人）   | 02着 | R1:46.0（33.1）   | -0.1 | 0坂井瑠星   | 57        | デビットバローズ       | 480         |
| 0000.03.18 | 中山   | 館山特別         | 2勝  | 芝2000m（不） | 11    | 6     | 7     | 002.30（1人）   | 06着 | R2:06.3（38.1）   | -0.9 | 0C.ルメール | 58        | リカンカブール         | 476         |
| 0000.07.30 | 新潟   | 豊栄特別         | 2勝  | 芝1600m（良） | 13    | 1     | 1     | 002.60（1人）   | 02着 | R1:33.6（32.4）   | -0.0 | 0坂井瑠星   | 58        | ミシシッピテソーロ     | 470         |
| 0000.08.27 | 新潟   | 五頭連峰特別     | 2勝  | 芝1600m（良） | 17    | 7     | 13    | 003.10（1人）   | 02着 | R1:33.3（32.7）   | -0.1 | 0石川裕紀人 | 58        | テーオーグランビル     | 466         |
| 0000.09.18 | 阪神   | MロードカナロアC | 2勝  | 芝1600m（良） | 10    | 2     | 2     | 001.30（1人）   | 01着 | R1:31.8（32.6）   | -0.2 | 0川田将雅   | 58        | （トゥードジボン）     | 466         |
| 2024.01.20 | 京都   | 石清水S          | 3勝  | 芝1600m（重） | 16    | 4     | 8     | 002.70（1人）   | 05着 | R1:35.2（34.9）   | -0.3 | 0川田将雅   | 57        | トランキリテ           | 478         |
| 0000.06.08 | 京都   | 水無月S          | 3勝  | 芝1600m（良） | 10    | 7     | 7     | 001.80（1人）   | 01着 | R1:31.5（33.1）   | -0.5 | 0川田将雅   | 58        | （ウインスノーライト） | 476         |
| 0000.08.11 | 新潟   | 関屋記念         | GIII | 芝1600m（良） | 18    | 3     | 6     | 003.70（1人）   | 03着 | R1:33.2（32.5）   | -0.3 | 0戸崎圭太   | 57        | トゥードジボン         | 468         |
| 0000.10.19 | 東京   | 富士S            | GII  | 芝1600m（良） | 17    | 8     | 16    | 007.20（4人）   | 01着 | R1:32.1（33.1）   | -0.1 | 0戸崎圭太   | 57        | （ソウルラッシュ）     | 470         |
| 0000.11.17 | 京都   | マイルCS         | GI   | 芝1600m（良） | 17    | 3     | 5     | 009.70（5人）   | 10着 | R1:32.7（34.0）   | -0.7 | 0戸崎圭太   | 58        | ソウルラッシュ         | 472         |
| 2025.02.09 | 東京   | 東京新聞杯       | GIII | 芝1600m（良） | 16    | 4     | 8     | 009.60（6人）   | 10着 | R1:33.4（34.2）   | -0.8 | 0戸崎圭太   | 59        | ウォーターリヒト       | 478         |
| 0000.04.27 | 京都   | マイラーズC      | GII  | 芝1600m（良） | 10    | 3     | 3     | 002.10（1人）   | 02着 | R1:31.8（33.2）   | -0.1 | 0武豊       | 58        | ロングラン             | 482         |
| 0000.06.08 | 東京   | 安田記念         | GI   | 芝1600m（良） | 18    | 8     | 17    | 013.70（6人）   | 11着 | R1:33.4（34.0）   | -0.7 | 0武豊       | 58        | ジャンタルマンタル     | 474         |

- タイム欄のRはレコード勝ちを示す
- 競走成績は2025年6月8日現在

## 血統表
| ジュンブロッサムの血統          | ジュンブロッサムの血統             | ジュンブロッサムの血統             | （血統表の出典）                   | （血統表の出典） |
| 父系                            | サンデーサイレンス系（ヘイロー系） | サンデーサイレンス系（ヘイロー系） | サンデーサイレンス系（ヘイロー系） | [ § 2 ]          |
| 父 ワールドエース 2009 鹿毛     | 父の父ディープインパクト 2002 鹿毛 | サンデーサイレンス                 | Halo                               | Halo             |
| 父 ワールドエース 2009 鹿毛     | 父の父ディープインパクト 2002 鹿毛 | サンデーサイレンス                 | Wishing Well                       |                  |
| 父 ワールドエース 2009 鹿毛     | 父の父ディープインパクト 2002 鹿毛 | ウインドインハーヘア               | Alzao                              | Alzao            |
| 父 ワールドエース 2009 鹿毛     | 父の父ディープインパクト 2002 鹿毛 | ウインドインハーヘア               | Burghclere                         |                  |
| 父 ワールドエース 2009 鹿毛     | 父の母マンデラ 2000 栗毛           | Acatenango                         | Surumu                             | Surumu           |
| 父 ワールドエース 2009 鹿毛     | 父の母マンデラ 2000 栗毛           | Acatenango                         | Aggravate                          |                  |
| 父 ワールドエース 2009 鹿毛     | 父の母マンデラ 2000 栗毛           | Mandellicht                        | Be My Guest                        | Be My Guest      |
| 父 ワールドエース 2009 鹿毛     | 父の母マンデラ 2000 栗毛           | Mandellicht                        | Mandelauge                         |                  |
| 母 エンプレスティアラ 2004 栗毛 | 母の父クロフネ 1998 芦毛           | フレンチデピュティ                 | Deputy Minister                    | Deputy Minister  |
| 母 エンプレスティアラ 2004 栗毛 | 母の父クロフネ 1998 芦毛           | フレンチデピュティ                 | Mitterand                          |                  |
| 母 エンプレスティアラ 2004 栗毛 | 母の父クロフネ 1998 芦毛           | ブルーアヴェニュー                 | Classic Go Go                      | Classic Go Go    |
| 母 エンプレスティアラ 2004 栗毛 | 母の父クロフネ 1998 芦毛           | ブルーアヴェニュー                 | Eliza Blue                         |                  |
| 母 エンプレスティアラ 2004 栗毛 | 母の母ゴールドティアラ 1996 栗毛   | Seeking the Gold                   | Mr. Prospector                     | Mr. Prospector   |
| 母 エンプレスティアラ 2004 栗毛 | 母の母ゴールドティアラ 1996 栗毛   | Seeking the Gold                   | Con Game                           |                  |
| 母 エンプレスティアラ 2004 栗毛 | 母の母ゴールドティアラ 1996 栗毛   | Bright Tiara                       | Chief's Crown                      | Chief's Crown    |
| 母 エンプレスティアラ 2004 栗毛 | 母の母ゴールドティアラ 1996 栗毛   | Bright Tiara                       | Expressive Dance                   |                  |
| 母系(F-No.)                     | ゴールドティアラ(USA)系(FN:10-a)   | ゴールドティアラ(USA)系(FN:10-a)   | ゴールドティアラ(USA)系(FN:10-a)   | [ § 3 ]          |
| 出典                            | 1. 2. 3.                           | 1. 2. 3.                           | 1. 2. 3.                           | 1. 2. 3.         |

- 祖母ゴールドティアラは2000年のマイルチャンピオンシップ南部杯（GI）優勝など重賞5勝馬。
- 従兄弟にステファノス（2014年富士ステークス）。